# 30 avril dans les chemins de fer
30 mars 30 mai
Chronologies thématiques
- Croisades
- Sports
- Disney

Cette page concerne les événements qui se sont déroulés un 30 avril dans les chemins de fer.

## Événements

### XXesiècle
- 1913. France : ouverture de la ligne Gueures - Clères sur le réseau du Chemin de fer de Normandie.